# NGC 588
NGC 588 是三角座的一個星系。它是由德国-丹麦天文学家海因里希·路易·达雷於1861年10月2日发现。它的赤經為1時32分45.7秒，赤緯為30°38'56"，星等為13.5。